# Марія Амнійська
Марія Амнійська (*Μαρια, бл. 770 — після 823) — візантійська імператриця.

## Життєпис
Походила з друбного роду з м. Амні (Амній) в Пафлагонії. Донька пафлоганонського шляхтича та Іпатії (доньки Філарета Милостивого). Народилася близько 770 року.
788 року брала участь у першому відомому огляді наречених (після того, як імператор Костянтин VI відмовився одружуватися з донькою франкського короля Карла). Загалом брало участь 13 претенденток, з яких було обрано Марію. Насамперед Марія в якості майбутньої дружини для імператора була обрана імператрицею-матір'ю Іриною, проте отримала погодження від Костянтина VI. Ірина розраховувала, що незнатна Марія не бути мати впливу.
Вінчання відбулося у листопаді 788 року. Стосунки між подружжям погіршилися внаслідок інтриг імператриці Ірини, що побоювалася можливого впливу Марії на чоловіка, а також внаслідок відсутності спадкоємців чоловічої статі. У 794 році Костянтин VI завів собі наложницю, а 795 року — розлучився з Марією, що викликало загалом невдоволення церкви.
795 року Марію разом з доньками була заслано на о. Прнікіпо (один з Принцевих островів у Мармуровому морі, де колишня імператриця стала черницею). У 823 році виступила проти скинення чернечого сану донькою Євфросинією за наказом імператора Михайла II, щоб та стала дружиною останньою. Подальша доля Марії невідома.

## Родина
Чоловік — Костянтин VI, імператор
Діти:
- Євфросинія (790 — після 836), дружина імператора Михайла II
- Ірина (д/н—після 796), черниця